# Millman-tétel
A Millman-tétel (a párhuzamos generátorok elve) a villamosságtan egyik tétele, párhuzamos kapcsolásra visszavezethető elektromos áramkörök megoldásának hasznos módszere. Nevét Jacob Millmanról kapta, aki a tételt bebizonyította.  Millman bizonyítása előtt egy hasonló módszert, a Tank-módszert alkalmazták.

## Magyarázata

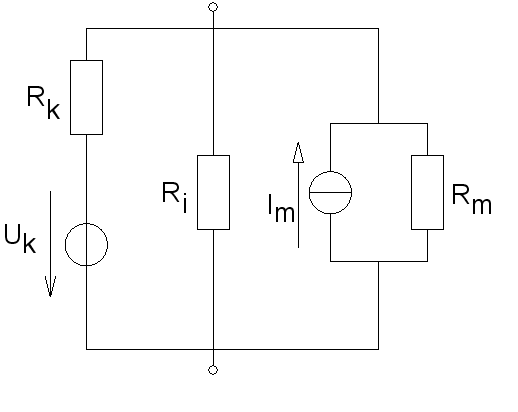
Párhuzamosan kapcsolt áramkörök

A Millman-tétel segítségével gyorsan kiszámítható egy csak soros és párhuzamos áramkörökből álló elektromos hálózat kijelölt kapcsain mérhető üresjárati feszültség.
Legyenek Uk a feszültséggenerátorok feszültségei és Im az áramgenerátorok áramai.
Legyen Ri a generátorok nélküli ágak ellenállásai.
Legyen Rk a feszültséggenerátorok soros ellenállásai.
Legyen Rm az áramgenerátorok párhuzamos ellenállásai.
Ekkor Millman szerint az áramkör kijelölt kapcsain mérhető üresjárási feszültséget a következő egyenlet adja meg:
{\displaystyle U={\frac {\sum _{}{\frac {\pm U_{k}}{R_{k}}}+\sum _{}\pm I_{m}}{\sum _{}{\frac {1}{R_{k}}}+\sum _{}{\frac {1}{R_{i}}}+\sum _{}{\frac {1}{R_{m}}}}}}
A tétel bebizonyítható, ha az egyes ágaknak előállítjuk a Norton-féle áramgenerátoros helyettesítőképét. A soros ellenállású feszültséggenerátorokból ekkor párhuzamos ellenállású áramgenerátor lesz. Az eredő feszültség az Ohm törvénye és a Kirchhoff-törvények szerint a csomópontba befolyó áramok összegének és az áramkör eredő vezetőképességének a hányadosa.  Az eredő vezetőképesség a párhuzamos kapcsolás miatt az egyes ágak vezetőképességeinek az összege. Az áramgenerátorokat az eredő vezetőképesség számolásakor dezaktiváljuk (kikapcsoljuk), ilyenkor szakadásként viselkednek. A fentiek alapján a számolás bármilyen olyan áramkörre elvégezhető, amelyet át tudunk alakítani feszültség- és áramgenerátorokból és ellenállásokból álló párhuzamos kapcsolássá. A számolásnál ügyelni kell a generátorok feszültség-, illetve áramirányaira (előre fel kell venni egy referencia-irányt). A képlet használható háromfázisú rendszerben a csillagpont-eltolódás számítására is.